# Bubusara Beyshenalieva
Bubusara Beyshenalieva (kirghize : Бүбүсара Бейшеналиева; 17 mai 1926 - 10 mai 1973) est une ballerine], danseuse et enseignante kirghize. Artiste populaire de l'URSS (1958), elle est une des figures incarnant l'art contemporain du ballet en Kirghizistan.

## Biographie
Elle est née le 17 mai 1926 (selon d'autres sources - le 15 septembre 1926) dans le village de Vorontsovka (aujourd'hui Tash-Debe, district d'Alamudun, oblast de Chui, Kirghizistan) dans la famille d'un paysan kirghiz. En 1936, à l'âge de dix ans, avec un groupe d'enfants kirghizes, Bubusar se rend à l'école chorégraphique de Leningrad (aujourd'hui l'Académie de Ballet Russe de A. Ya. Vaganova), où elle étudie sous la direction de la remarquable ballerine russe Aggripina Vaganova. Elle est diplômée de l'école en 1941. En 1948-1949, elle a étudié également avec Aggripina  Vaganova dans la même école. Elle indiquera ultérieurement : « Dans la ville sur la rivière, j'étais entouré d'amour et d'attention. Des enseignants expérimentés, des enseignants de la grande Oulanova, m'ont généreusement transmis leurs connaissances ainsi qu'à d'autres jeunes ambassadeurs du Kirghizistan. Ils ont pris à cœur nos échecs et nos peines, se réjouissaient de nos premiers succès ». 
Bubusara fait ses débuts en 1939 sur la scène du Bolchoï lors de la « première décennie de l'art et de la littérature kirghizes ». À partir de 1941, elle est soliste du Théâtre d'Opéra et de Ballet de Frounze (une ville maintenant dénommée Bichkek). À partir de 1949, elle enseigne à l'école de Frounze de Musique et de Chorégraphie (maintenant Bishkek Choreographic School). Elle a été également membre du Soviet suprême de l'URSS  et du Conseil suprême de la République socialiste soviétique du Kirghizistan.
Elle meurt le 10 mai 1973,, et est enterrée à Bichkek au cimetière Ala-Archin.
Elle était mariée au compositeur Akhmat Amanbayev.